# بلدية أندرادينا
بلدية أندرادينا (بالإنجليزية: Andradina)‏ هي مدينة، وبلديات البرازيل تتبع ساو باولو . بلغ عدد سكانها 55161  نسمة في 1 أغسطس 2000 . تبلغ مساحتها 960.095 كيلومتر مربع . ورمزها البريدي هو 16900-000 a 16919-999 .

## الموقع
تشترك في الحدود مع:
- Nova Independência [الإنجليزية]‏
- Pereira Barreto [الإنجليزية]‏
- Murutinga do Sul [الإنجليزية]‏
- Castilho, São Paulo [الإنجليزية]‏
- Guaraçaí [الإنجليزية]‏.

## أعلام
- ريكاردو برادو
- فالدوسي باسيليو دا سيلفا
- برونو رودريغز
- باولو سيرجيو روتشا
- جيلبرتو ريبيرو غونكالفز